# Ambérieu-en-Bugey

Ambérieu-en-Bugey este o comună în departamentul Ain din estul Franței.